# قهرمانی جودو آسیا ۱۹۷۰
جودو قهرمانی آسیا ۱۹۷۰ دومین دوره از رقابت‌های قهرمانی آسیا می‌باشد که از ۲۹ تا ۳۱ مه ۱۹۷۰ در کائوهسیونگ، تایوان برگزار گردید.

## خلاصه مدال‌ها

### مردان
| رویداد            | طلا                    | نقره                  | برنز                  |
| سبک‌وزن (۶۳ ک‌گ)    | تاکائو کاواگوچی (JPN)  | Yoon Gong-Hwa (KOR)   | Chi (ROC)             |
| سبک‌وزن (۶۳ ک‌گ)    | تاکائو کاواگوچی (JPN)  | Yoon Gong-Hwa (KOR)   | Hardjasa (INA)        |
| میان‌وزن (۷۰ ک‌گ)   | تویوکازو نومورا (JPN)  | Kim Dae-Geun (KOR)    | Geronimo Dyogi (PHI)  |
| میان‌وزن (۷۰ ک‌گ)   | تویوکازو نومورا (JPN)  | Kim Dae-Geun (KOR)    | Huang (ROC)           |
| میان‌وزن (۸۰ ک‌گ)   | Choi Kyu-Bon (KOR)     | Seichi Goto (JPN)     | Narzal Garcia (PHI)   |
| میان‌وزن (۸۰ ک‌گ)   | Choi Kyu-Bon (KOR)     | Seichi Goto (JPN)     | Huang (ROC)           |
| میان‌وزن (۹۳ ک‌گ)   | Tsukio Kawahara (JPN)  | Hsu (ROC)             | Chyung Lee-Su (KOR)   |
| میان‌وزن (۹۳ ک‌گ)   | Tsukio Kawahara (JPN)  | Hsu (ROC)             | Fernando Garcia (PHI) |
| سنگین‌وزن (۹۳+ ک‌گ) | کازوهیرو نینومیا (JPN) | Chyung Sam-Hyun (KOR) | Zheng (ROC)           |
| سنگین‌وزن (۹۳+ ک‌گ) | کازوهیرو نینومیا (JPN) | Chyung Sam-Hyun (KOR) | Kan (SIN)             |
| وزن آزاد          | موتوکی نیشیمورا (JPN)  | Tsukio Kawahara (JPN) | Hsu (ROC)             |
| وزن آزاد          | موتوکی نیشیمورا (JPN)  | Tsukio Kawahara (JPN) | Chyung Sam-Hyun (KOR) |

## جدول مدال‌ها
| رتبه           | کشور           | طلا | نقره | برنز | مجموع |
| -------------- | -------------- | --- | ---- | ---- | ----- |
| ۱              | ژاپن           | ۵   | ۲    | ۰    | ۷     |
| ۲              | کرهٔ جنوبی      | ۱   | ۳    | ۲    | ۶     |
| ۳              | جمهوری چین     | ۰   | ۱    | ۵    | ۶     |
| ۴              | فیلیپین        | ۰   | ۰    | ۳    | ۳     |
| ۵              | اندونزی        | ۰   | ۰    | ۱    | ۱     |
| ۵              | سنگاپور        | ۰   | ۰    | ۱    | ۱     |
| مجموع (۶ کشور) | مجموع (۶ کشور) | ۶   | ۶    | ۱۲   | ۲۴    |